# Arnett Moultrie
Arnett Nathaniel Moultrie (ur. 18 listopada 1990 roku w Nowym Jorku) – amerykański zawodowy koszykarz, występujący na pozycji silnego skrzydłowego, aktualnie zawodnik Parma Basket Perm.
Karierę koszykarską rozpoczął podczas studiów na uniwersytecie Teksańskim w El Paso. Po dwóch latach studiów przeniósł się na uniwersytet Mississippi State, a rok później zgłosił się do draftu NBA 2012, w którym to został wybrany z numerem 27 przez Miami Heat.
23 lipca 2019 został zawodnikiem rosyjskiego Parma Basket Perm.

## Osiągnięcia
Stan na 23 sierpnia 2019, na podstawie, o ile nie zaznaczono inaczej.
NCAA
- Uczestnik turnieju NCAA (2010)
- Mistrz sezonu zasadniczego konferencji (2010)
- Laureat Howell Trophy (2012)
- MVP turnieju Coaches vs. Classic (2012)
- Zaliczony do:
  - I składu:
    - Southeastern (SEC – 2012)
    - turnieju:
      - konferencji USA (2010)
      - Coaches vs. Classic (2012)
      - Don Haskins Sun Bowl Invitational (2010)

    - najlepszych pierwszorocznych zawodników konferencji USA (2009)

Drużynowe
- Mistrz Estonii (2019)
- Brąz ligi łotewsko-estońskiej (2019)

Reprezentacja
- Mistrz świata U–19 (2009)